# Crimson Skies (jogo de tabuleiro)
Crimson Skies é um jogo de tabuleiro publicado pela FASA em 1998.

## Jogabilidade
O jogo de tabuleiro Crimson Skies foi lançado pela FASA em 1998. O jogo básico veio com cartolina, incluindo aviões de montagem, mas posteriormente aviões em miniatura de metal foram oferecidos separadamente.

## Desenvolvimento
De acordo com o desenvolvedor John Howard, o desenvolvimento do jogo de tabuleiro Crimson Skies foi "literalmente um esforço noturno" por um grupo de funcionários da FASA organizado por Jordan Weisman, resultante do interesse da equipe no universo de Crimson Skies.

## Recepção
O revisor do segundo volume online de Pyramid (revista) afirmou que "Gosto muito de Crimson Skies, o novo jogo de tabuleiro de combate aéreo da FASA. A combinação de um mundo de jogo único e jogo rápido me deu uma nova perspectiva sobre o que todos estão tão interessados.  todo esse tempo".
O jogo de tabuleiro Crimson Skies ganhou o Origins Awards de "Melhor Jogo de Tabuleiro de Ficção Científica ou Fantasia" e "Melhor Apresentação Gráfica de um Jogo de Tabuleiro" de 1998.

## Avaliações
- Backstab #14[4]